# 1967年底特律骚乱
1967年底特律骚乱（英語：1967 Detroit riot），又稱為「第十二街骚乱」（英語：12th Street riot），發生於美國密歇根州底特律，這場骚乱於1967年7月23日星期日早上開始，當時警方掃蕩一間位於第十二街和克萊爾蒙特街交界的無牌照酒吧，支持者及旁觀市民與警方發生衝突，並進一步演變成美國历史上最多人死亡的暴動事件之一，事件持續5日，其破壞性超越1943年發生的種族騷動。
密歇根州州長喬治·羅姆尼為盡快平息暴亂，下令密歇根州國民警衛隊進入底特律，并要求總統林登·约翰逊派遣陸軍入城。這場骚乱導致43人死亡，467人受傷，超過7,200人被捕，以及超過2,000座建築物受破壞，僅次於南北戰爭期間，紐約城的徵兵暴動，以及1992年的洛杉磯骚乱。事件當時也成為當地多份媒體的報導焦點。

## 背景

### 種族隔離
20世紀初，當非裔美國人在大遷徙中移居底特律時，這座城市經歷了人口迅速增加和住房短缺的情況。非裔美國人在住房方面遇到了強烈的歧視。白人之間的種族契約和不言而喻的協議都使黑人遠離某些社區，並阻止大多數非裔美國人購買自己的房屋。三K黨成員在密歇根各地的存在加劇了種族緊張和暴力。馬爾科姆 X 的父親厄爾·利特爾在 1931 年的一次有軌電車事故中喪生，儘管據稱東蘭辛的三K黨黑色軍團參與其中。此外，制定了紅線製度，這使得黑人底特律人幾乎不可能在該市的大部分地區購買房屋，從而有效地將黑人居民封鎖在環境髒亂且公共建設不完善的社區中。 這些帶有歧視性質的作為以及由此產生的種族隔離的影響,極大地加劇了騷亂發生前,該城市的種族緊張局勢。這次的種族隔離還加重非裔美國人在社區實施中更加嚴厲的治安，這也加大了底特律黑人對導致此次騷亂的不滿。
種族和民族隔離的模式一直持續到 20 世紀中葉。 1956 年，底特律大都會區迪爾伯恩市的市長奧維爾·哈伯德（Orville Hubbard）向蒙哥馬利廣告商吹噓說：“黑人進不去……這些人太反色了，比阿拉巴馬州的你們還要多。

### 60年代的改革
1961 年市長杰羅姆·卡瓦納 (Jerome Cavanagh) 的當選為由底特律新任警察局長喬治·愛德華茲領導的警察局帶來了一些改革。底特律通過約翰遜總統的“偉大社會”計劃獲得了數百萬美元的聯邦資金，並將它們幾乎完全投資於貧困和社會問題集中的內城。到 1960 年代，許多黑人已經進入了更好的工會和專業工作。這個城市有一個繁榮的黑人中產階級；由於汽車工業的成功，非熟練黑人工人的工資高於正常水平；兩名黑人國會議員（當時黑人國會議員的一半）；三名黑人法官；底特律教育委員會的兩名黑人成員；一個百分之四十黑人的住房委員會；和十二名黑人代表在密歇根州議會中代表底特律。這座城市有成熟的黑人社區，例如科南特花園。 1967 年 5 月，聯邦政府將底特律黑人社區的住房排名高於費城、紐約市、芝加哥和克利夫蘭。由九人組成的底特律共同委員會中唯一的黑人成員尼古拉斯·胡德（Nicholas Hood）稱讚卡瓦納政府願意傾聽內城的擔憂。騷亂前幾週，卡瓦納市長曾表示，居民“不需要扔磚頭與市政廳溝通。”
然而，仍然有黑人不滿的跡象； 1964 年，五十年代末搬到底特律的羅莎·帕克斯 (Rosa Parks) 對一位採訪者說：“我覺得這裡 [來自阿拉巴馬州] 並沒有太大的不同......住房隔離同樣糟糕，而且似乎更多在大城市中很明顯。”改善主要使富裕的底特律黑人受益，而貧窮的底特律黑人仍然對底特律的社會狀況感到沮喪。儘管上述有所改善，但種族隔離、警察暴行和種族緊張在 1960 年代底特律十分猖獗，並在煽動騷亂中發揮了重要作用。

### 就業和郊區城市化
在戰後時期，這座城市已經向郊區失去了近 15 萬個工作崗位。因素包括技術變革、自動化程度的提高、汽車行業的整合、稅收政策、對不同類型製造空間的需求以及緩解交通的高速公路系統的建設。 Packard、Hudson 和 Studebaker 等大公司以及數百家小公司都倒閉了。在 1950 年代，失業率徘徊在 10% 附近。從 1946 年到 1956 年，通用汽車在新工廠上花費了 34 億美元，福特花費了 25 億美元，克萊斯勒花費了 7 億美元，在底特律郊區總共開設了 25 家汽車工廠。結果，可以這樣做的工人離開底特律到郊區工作。其他中產階級居民離開城市尋找新的住房，這種模式在全國範圍內重複。在 1960 年代，該市每年約有 10,000 名居民流向郊區。底特律的人口在 1950 年至 1960 年間減少了 179,000 人，到 1970 年又減少了 156,000 人，這影響了它的所有零售業務和城市服務。
到騷亂發生時，底特律黑人的失業率是白人的兩倍多。在 1950 年代，15.9% 的黑人失業，但只有 6% 的白人失業。這部分是由於工廠的工會資歷制度。除了福特為其工廠僱傭了大量黑人工人外，其他汽車製造商直到二戰導致勞動力短缺時才僱傭黑人工人。由於資歷較低，黑人工人在戰後最先因裁員而被解僱。此外，黑人勞工被“隔離”為“最艱鉅、最危險和最不健康的工作”。

### 住房問題中的歧視
由於 20 世紀初開始的工業繁榮，底特律的住房一直是一個主要問題。二戰後幾個旨在改善住房的城市更新項目，極大地改變了社區邊界和種族構成。產業工人的負擔能力和城市新人口的絕對數量導致住房短缺，最終促進了建立聯邦貸款系統和投資公共住房的必要性，尤其是少數族裔人口。 底特律進行了一系列城市更新項目，這些項目對占據一些最古老住房的黑人造成了不成比例的影響。
在 20 世紀中葉，聯邦通過紅線和限制性契約強制執行住房方面的種族歧視。他們在隔離底特律和加劇該市的種族緊張局勢方面發揮了重要作用。 Home Owners' Loan Corporation 負責根據建築物、基礎設施以及最重要的是該地區的種族構成。評級為“C”或“D”的社區的居民難以獲得貸款，幾乎所有有非裔美國人人口的社區都被評為“D”，有效地將城市按種族隔離。這有效地限制了非裔美國人在這些地區以外購買房屋或獲取資源來修復他們在這些地區已經受損的房屋的選擇。事實上，該市只有 0.8% 的新建築可供非裔美國人使用。黑底和天堂谷（位於底特律下東區，格拉蒂奧特南部）是非裔美國人社區的例子由於這些政府限製而形成的。
城市住房項目的例子包括早在 1946 年就計劃的大規模 Gratiot 重建項目。它最終計劃覆蓋位於下東側的一個 129 英畝（52 公頃）的場地，其中包括天堂谷中心的黑斯廷斯街。其他公共住房項目也導致該市白人和黑人之間更加緊張。儘管這對工人階級個人來說似乎是積極的，但今天仍然可以感受到負面影響。 1941 年建立了像 Sojurner Truth 這樣的項目，以說明在尋找住房時對非裔美國人的不公平偏見。然而，它最終將非裔美國人集中在城市白人不想要他們的地區，只會加劇城市的種族緊張局勢。
該市的目標是“阻止商業從中心城市外流，將貧民窟財產轉變為更好的住房，並擴大城市的稅收基礎。”[24] 受到包括 1941 年、1949 年、1950 年在內的一系列聯邦立法的支持， 1954 年版本的《住房法》及其修正案到 1960 年代，該市通過徵地和“清理貧民窟”獲得資金，用於開發底特律醫療中心綜合體、拉斐特公園、中央商務區項目一和克萊斯勒高速公路。包括在立法中的替代住房，但城市更新的目標是在物理上重塑城市；它對社區的社會影響還沒有被很好地理解。[24] 隨著老社區被拆除，黑人和底特律的各種膚色的人滑行，沿著 Grand Boulevard 移動到 Black Bottom 以北的地區，但特別是到 Woodward 的西側，沿著 Grand Boulevard 和最終的第 12 街社區。正如 Ze'ev Chafets 所寫e 在魔鬼之夜和底特律的其他真實故事（1990 年代）中，在 1950 年代，第 12 街周圍的地區迅速從一個猶太人社區變成了一個以黑人為主的社區，這是白人逃亡的一個例子。猶太居民已經搬到在郊區尋找較新的住房，但他們通常在舊社區保留商業或財產利益。因此，許多搬到第 12 街地區的黑人從不在場的房東那裡租房，並在郊區人經營的企業中購物。第 12 街地區的犯罪率上升。
到 1967 年，不同的鄰里邊界已為人所知，無論是可見的（如八英里和懷俄明州的情況），還是不可見的（如 Dequindre 路的情況）。白人和黑人在文化和身體上是分開的，該市的種族緊張局勢十分嚴重。結果，非裔美國人社區人滿為患，人口密度高，而且健康質量往往很差。例如，第 12 街附近的人口密度是城市平均水平的兩倍。

### 零售業
Detroit Free Press 發布的客戶調查顯示，與白人相比，黑人對店主對待他們的方式非常不滿。 在為黑人社區服務的商店中，店主從事“尖銳和不道德的信用行為”，並且“即使沒有辱罵他們的顧客，也是無禮的。”全國有色人種協進會、工會領導委員會 (TULC) 和種族平等大會 (CORE) 在騷亂之前，所有人都向卡瓦納政府提出了這個問題。 1968 年，底特律總教區發布了美國歷史上最大的購物者調查之一。 調查發現，內城購物者購買食品和雜貨的費用比郊區人高出 20%。 一些差異是由於較大的郊區商店的規模經濟，以及貨物運輸和交付的便利

## 過程

### 第一天：七月二十三日
導火線
1967年7月23日星期日凌晨3点45分，底特律警察局 (DPD) 警察突袭了联合社区公民行动联盟办公室的一家无牌周末饮酒俱乐部（当地称为盲猪）  ，位于第12街9125号的经济印刷公司上方。他们原以为里面会有一些狂欢者，结果却发现了一个82人的聚会，庆祝两名越南战争的当地士兵归来。警方决定逮捕所有在场的人。在他们安排交通工具的时候，一大群围观者聚集在街上，目睹了突袭。后来，在回忆录中，威廉·沃尔特·斯科特三世（William Walter Scott III）是一名门卫，他的父亲负责管理被突袭的盲猪，他煽动人群并向警察扔瓶子，从而引发了骚乱。
抢劫的开始
警方离开后，人群开始抢劫附近的一家服装店。此后不久，整个社区开始全面抢劫。密歇根州州警、韦恩县治安办公室和密歇根陆军国民警卫队都收到了警报，但由于是星期天，警察局长雷·吉拉丁需要几个小时才能集结足够的人力。与此同时，目击者称在第12街看到了“狂欢的气氛”。警方人数不足，误以为骚乱即将结束，只是站在那里观看。 直到早上7点，也就是突袭盲猪的三个小时后，警方才第一次逮捕了他们。在东边的切恩街，有报道称人群是混合的。位于第12街的格雷斯圣公会教堂的牧师报告说，他看到了“从建筑物中扔东西和取出东西的喜悦”。警方在第12街进行了几次扫荡，但由于外面人潮汹涌，结果证明是无效的。第一场大火在下午中午在第12街和阿特金森拐角处的一家杂货店发生。人群阻止消防员灭火，很快更多的烟雾充满了天际线。

### 第二天：七月二十四日
警力集結與搜捕行動
密歇根州州警和韋恩縣治安辦公室被征召進入底特律以協助不堪重負的底特律警察。隨著暴力事件的蔓延，警察開始大規模逮捕行動，以清除街頭的騷亂分子。警察將被拘留者安置在臨時監獄。從周一開始，人們被直接拘留而未被帶到法庭進行記錄審訊。有些人給出了錯誤的名字，因為需要拍攝和檢查指紋，所以難以識別那些被捕者。溫莎警方曾被請求幫助檢查指紋。
逮捕後處置、統計與程序疑慮
警方开始对被捕的抢劫者、逮捕人员和赃物进行拍照，以加快进程并推迟文书工作。超过百分之八十的被捕者是黑人。大约百分之十二是女性。密歇根州国民警卫队没有被授权逮捕人，因此州警察和警察在没有区别平民和罪犯的情况下进行了所有逮捕工作。

### 第三天：七月二十五日
军事管理
7月24日星期一午夜前不久，约翰逊总统根据1807《叛乱法》授权使用联邦军队，该法案授权总统召集武装部队在任何州对抗政府的叛乱。这使底特律成为唯一一个被联邦军队三度占领的美国本土城市。美国陆军第82空降师和第101空降师早些时候曾驻扎在马科姆县郊区的塞尔弗里奇空军基地附近。从7月25日星期二1点30分开始，大约8,000名密歇根州陆军国民警卫队被部署以平息混乱。后来，他们的人数将增加来自第82和101空降师的4,700名伞兵，以及360名密歇根州州警。
警方嚴厲甚至不當執法
暴动继续；警察劳累过度。底特律警方被发现对被他们拘留的黑人和白人犯下了许多虐待行为。又，尽管逮捕的7,000多人中只有26人涉及狙击手，而且没有一名被控狙击手的人被成功起诉，但由于对狙击手的恐惧，警方仍进行了多次搜查。此次“搜查武器”引发了對众多房屋與车辆的审查。违反宵禁也是导致警察暴行的常见原因。底特律警察局第10分局经常虐待囚犯；正如大头照后来证明的那样，许多人在预订后受伤。当警察拍照时，妇女被剥光并被抚摸。 来自纽约的白人房东在他们的大楼里被狙击手呼叫逮捕并遭到严重殴打，以至于“事件发生两周后，他们的睾丸仍然是黑色和蓝色。”

### 第四天：七月二十六日
动乱平息
一些分析人士认为，尽管在48小时内控制了骚乱，但随着军队的部署，暴力活动升级。几乎所有密歇根州陆军国民警卫队都是白人，缺乏军事经验，没有城市背景，而陆军伞兵则是种族融合的，曾在越南服役。结果，陆军伞兵在城市中轻松自在，能够轻松交流，而国民警卫队则没有那么有效。国民警卫队与当地人进行了他们所说的交火，导致一名卫队士兵死亡。在军队开枪打死的12人中，只有一个是被联邦士兵开枪打死的。陆军伞兵被命令不得装载武器，除非是在军官的直接命令下。赛勒斯·万斯随后发表的报告批评了国民警卫队开枪打死九名平民的行为。

## 傷亡及其他損失
在這五天期间，人员傷亡及其他损失統計數據如下：

### 死亡人數
共有43人死亡：33名黑人死亡，10名白人死亡。在黑人死亡名單中，有14人是被警察槍殺; 9人被國民警衛隊槍殺; 6名被店主或保安人員槍殺; 2人在建築物火災中的窒息死亡；1人不慎踩到電線後遇難; 1人被聯邦士兵槍殺。
調查發現國民警衛隊和底特律警察進行了“不受控制和不必要的射擊”，危及平民安全並增加警察內部的混亂。有人提出，官員們想象或誇大了狙擊手的存在，而一些軍人和執法人員的傷亡可能來自是友軍誤傷。
死亡的白人中有5名平民，2名消防員，1名搶劫者，1名警察和1名警衛。

### 受傷人數
1,189人受傷：407名平民，289名嫌犯，214名底特律警察，134名底特律消防員，55名密歇根州國民警衛隊員，67名密歇根州警，15名韋恩縣治安官和8名聯邦士兵。

### 被捕人數
共有7,231人被捕：6,528名成年人和703名青少年。最年輕者僅有4歲，最年長者82歲。許多被捕者之前無犯罪記錄：251名白人和678名黑人。在被捕者中，64％被指控搶劫，14％被控違反宵禁。

### 經濟損失
2,509家企業報告遭到搶劫或損壞，388個家庭無家可歸或流離失所，412棟建築物被燒毀或損壞，只能拆除。造成大約4000萬美元到4500萬美元的經濟損失。

## 後果
底特律的黑人和白人以非常不同的方式看待1967年7月的事件。
1967年的騷亂被認為是底特律由盛轉衰的分水嶺，事後有大量相對富裕的白人居民遷出底特律，造成底特律經濟轉差，地方政府稅收減少，此又引致政府投放在市政服務和建設的資金減少，最終後果是造成更多富人遷出，形成惡性循環。

## 相关
- 《底特律》（Detroit）：凯瑟琳·毕格罗执导的2017年美国电影。
- 美國內亂事件一覽表